# Myriam Thibault
Pour les articles homonymes, voir Thibault.
Myriam Thibault est une écrivaine française née en 1993.

## Œuvres
- Paris, je t’aime, Paris, Éditions Léo Scheer, 2010, 124 p.  (ISBN 978-2-7561-0257-3)
- Orgueil et désir, Paris, Éditions Léo Scheer, 2011, 103 p.  (ISBN 978-2-7561-0331-0)[1],[2],[3]

- Prix Les Lauriers Verts catégorie Premier Roman 2011
- Plagiat, Paris, Éditions Léo Scheer, 2012, 157 p.  (ISBN 978-2-7561-0401-0)
- Françoise Sagan, Nouvelles Lectures, collection Duetto, 2015, numérique.